# Lista do Patrimônio Mundial na Suíça
A Organização das Nações Unidas para a Educação, a Ciência e a Cultura (UNESCO) propôs um plano de proteção aos bens culturais do mundo, através do Comité sobre a Proteção do Património Mundial Cultural e Natural, aprovado em 1972. Esta é uma lista do Patrimônio Mundial existente na Suíça, especificamente classificada pela UNESCO e elaborada de acordo com dez principais critérios cujos pontos são julgados por especialistas na área. A Suíça, país de relevante legado histórico e cultural enquanto cruzamento das porções ocidental e oriental da Europa, ratificou a convenção em 17 de setembro de 1975, tornando seus locais históricos elegíveis para inclusão na lista.
Os sítios Convento Beneditino de São João, Abadia de São Galo e Cidade Antiga de Berna foram os primeiros locais da Suíça incluídos na lista do Patrimônio Mundial da UNESCO por ocasião da 7.ª Sessão do Comitê do Património Mundial, realizada em Florença (Itália) em 1983. Desde então, a Suíça conta com 13 este sítios classificados como Patrimônio da Humanidade, sendo 9 deles de classificação Cultural e os 4 restantes de classificação Natural. 

## Bens culturais e naturais
A Suíça conta atualmente com os seguintes lugares declarados como Patrimônio da Humanidade pela UNESCO:
| | Convento Beneditino de São João |
| Bem cultural inscrito em 1983. |                                 |
| Localização: Grisões |                                 |
| Situado num vale do cantão dos Grisões, este convento é um exemplo típico da renovação da vida monástica cristã na época carolíngia. Conserva afrescos e estuques do período românico, bem como o mais importante conjunto de pinturas murais de toda a Suíça, executado por volta do ano 800. (UNESCO/BPI) |                                 |

| | Cidade Antiga de Berna |
| Bem cultural inscrito em 1983. |                        |
| Localização: Berna |                        |
| Fundada no século XII, Berna foi construída no topo de uma colina cercada pelo rio Aare. Seu crescimento urbano ao longo dos séculos conformou-se a uma concepção excepcionalmente coerente de planejamento urbano. A cidade velha tem edifícios de diferentes épocas e toda uma série de arcadas do século XV e fontes do século XVI. A maior parte da cidade medieval foi restaurada no século XVIII, mas preservou suas características originais. (UNESCO/BPI) |                        |

| | Abadia de São Galo |
| Bem cultural inscrito em 1983. |                    |
| Localização: São Galo |                    |
| Exemplo perfeito de um grande mosteiro carolíngio, este convento foi um dos mais importantes da Europa desde o século VIII até à sua secularização em 1805. A sua biblioteca é uma das mais ricas e antigas do mundo e possui valiosos manuscritos, incluindo o mais antigo de as plantas arquitetônicas em pergaminho encontradas até agora. Entre 1755 e 1768 foi reconstruída em estilo barroco. A catedral e a biblioteca são os principais edifícios deste excepcional conjunto arquitetônico, testemunha de doze séculos de atividade espiritual e cultural ininterrupta. (UNESCO/BPI) |                    |

| | Três Castelos, Muralhas e Defesas do Burgo de Bellinzona |
| Bem cultural inscrito em 2000. |                                                          |
| Localização: Ticino |                                                          |
| O sítio Bellinzona compreende um conjunto de fortificações construídas em torno do castelo de Castelgrande, erguidas no topo de um pico rochoso com vista para o vale do Ticino. Deste primeiro castelo começa uma linha de muralhas que protege a cidade velha e fecha a passagem para o vale. Um segundo castelo, o de Montebello, faz parte desse mesmo sistema de defesa. O terceiro castelo é o de Sasso Corbaro, que fica isolado no topo de um afloramento rochoso a sudeste da cidade fortificada. (UNESCO/BPI) |                                                          |

| | Jungfrau-Aletsch-Bietschhorn |
| Bem natural inscrito em 2001, estendido em 2007. |                              |
| Localização: Berna / Valais |                              |
| Com a extensão para leste e oeste do sítio Jungfrau-Aletsch-Bietschhorn, já inscrito na Lista do Patrimônio Mundial desde 2001, sua área passou de 53.900 para 82.400 hectares. Um exemplo excepcional da formação dos Altos Alpes, este local compreende a maior parte da superfície congelada da cordilheira alpina e a maior geleira da Eurásia. Possui uma grande variedade de ecossistemas, em particular exemplos de sucessão de plantas devido ao recuo das geleiras causado pelas mudanças climáticas. O valor universal excepcional do local reside não apenas em sua beleza, mas também na riqueza de informações que fornece sobre as mudanças climáticas e a formação de montanhas e geleiras. Também é inestimável porque ilustra, através da sucessão vegetal, toda uma série de processos ecológicos e biológicos. A sua impressionante paisagem tem desempenhado um papel importante na arte, literatura, montanhismo e turismo alpino no continente europeu. (UNESCO/BPI) |                              |

| | Monte San Giorgio |
| Bem cultural inscrito em 2003, estendido em 2010. |                   |
| Este bem é compartilhado com: Itália. |                   |
| Localização: Ticino |                   |
| Situada no cantão suíço de Ticino, ao sul do Lago de Lugano, esta montanha arborizada de 1096 metros de altitude e forma piramidal é considerada um dos melhores expoentes do que foi a vida marinha do Período Triássico (há entre 245 e 230 milhões de anos). O sítio foi inscrito na Lista do Patrimônio Mundial em 2003 e sua extensão atual abrange a área contígua italiana, localizada do outro lado da fronteira. A expansão do sítio deve-se ao excepcional número e variedade de depósitos fósseis do Período Triássico encontrados naquela área. (UNESCO/BPI) |                   |

| | Lavaux, vinha em terraço |
| Bem cultural inscrito em 2007. |                          |
| Localização: Vaud |                          |
| Localizados na encosta virada a sul da margem norte do Lago Leman, os vinhedos de Lavaux se estendem por 30 quilômetros, do Castelo de Chillon ao sul de Montreux até a borda dos subúrbios orientais. da cidade de Lausanne, no centro do cantão de Vaud. Terraços estreitos e íngremes, sustentados por muros de pedra, cobrem a parte inferior da encosta da montanha entre as aldeias e o lago. Embora existam indícios de cultivo da vinha em Lavaux desde o Império Romano, os atuais socalcos de vinha datam do século XI, época em que os mosteiros das ordens beneditinas e cistercienses dominavam a região. O local é um exemplo excepcional da interação secular entre o homem e o meio ambiente visando otimizar os recursos locais para a produção de um vinho muito apreciado, que sempre teve grande importância na economia da região. (UNESCO/BPI) |                          |

| | Alto Lugar Tectónico Suíço Sardona |
| Bem natural inscrito em 2008. |                                    |
| Localização: Glarus / São Galo / Grisões |                                    |
| Localizado no nordeste da Suíça, este local cobre uma área montanhosa de 32.850 hectares em que se erguem sete picos de mais de 3.000 metros. Constitui um exemplo excepcional de orogênese de colisão continental e apresenta excelentes seções geológicas devido ao empuxo tectônico, ou seja, o fenômeno pelo qual as rochas mais antigas e profundas sobem e passam sobre as mais recentes e superficiais. O sítio, que também se caracteriza por uma clara exibição tridimensional das estruturas e processos característicos deste fenômeno, é considerado de importância capital para as ciências geológicas desde o século XVIII. Os Alpes do Cantão de Glarus são montanhas geladas que dominam uma paisagem espetacular de vales de rios estreitos. Eles contêm o maior deslizamento de terra na região dos Alpes Centrais no período pós-glaciação. (UNESCO/BPI) |                                    |

| | La Chaux-de-Fonds / Le Locle, Urbanismo relojoeiro |
| Bem cultural inscrito em 2009. |                                                    |
| Localização: Neuchâtel |                                                    |
| Este local é composto por duas cidades localizadas em terrenos impróprios para a agricultura em uma área remota das montanhas do Jura. As duas cidades vizinhas ilustram com seu planejamento urbano as necessidades de organização racional da indústria relojoeira. Concebido no início do século XIX, após três grandes incêndios, o traçado urbano de ambas as vilas é concebido com base nessa indústria, adaptando-se a um esquema aberto em faixas paralelas em que se entrelaçam casas e oficinas para melhor responder às necessidades profissionais. , cuja atividade remonta ao século XVII e continua até hoje. O local é um exemplo notável de cidades mono-industriais bem preservadas que estão em pleno andamento hoje. Seu planejamento urbano foi moldado pela evolução da relojoaria, que passou da produção artesanal caseira para a produção fabril mais integrada no final do século XIX e início do século XX. Ao analisar a divisão do trabalho no Capital, Karl Marx tomou como exemplo, entre outros, a indústria relojoeira do Jura e se referiu à cidade de La Chaux-de-Fonds, definindo-a como “uma única manufatura de relógios”. (UNESCO/BPI) |                                                    |

| | Ferrovia Rética na Paisagem da Albula e da Bernina |
| Bem cultural inscrito em 2011. |                                                    |
| Localização: Grisões |                                                    |
| Este local reúne duas linhas ferroviárias históricas que cruzam os Alpes Suíços através de duas passagens nas montanhas. Inaugurada em 1904, a linha Albula está localizada na parte nordeste do local e tem 67 km de extensão. É composto por um impressionante conjunto de obras de engenharia composto por 42 túneis e galerias cobertas e 144 pontes e viadutos. A linha Bernina tem 61 km de extensão e possui 13 túneis e galerias e 52 pontes e viadutos. O local é um exemplo notável do uso da ferrovia, no início do século XX, para acabar com o isolamento das populações dos Alpes centrais e induzir uma mudança socioeconômica duradoura na vida dos serranos. Este caminho-de-ferro é uma conquista técnica, arquitetônica e ambiental excecional, materializando as conquistas que a arquitetura e a engenharia civil podem alcançar em perfeita harmonia com a paisagem envolvente. (UNESCO/BPI) |                                                    |

| | Sítios palafíticos pré-históricos em redor dos Alpes |
| Bem cultural inscrito em 2011. |                                                      |
| Este bem é compartilhado com: Alemanha, Áustria, França, Eslovênia e Itália. |                                                      |
| Localização: Argóvia |                                                      |
| Este local compreende 111 lugares com ruínas de assentamentos humanos pré-históricos em casas de palafitas, ou seja, casas construídas sobre palafitas. Localizados dentro da área dos Alpes e em seus arredores, esses vestígios datam do período entre o quinto milênio e o século V a.C. e estão localizados nas margens de lagos, rios e pântanos. Escavações arqueológicas, realizadas apenas em alguns lugares até o momento, forneceram elementos que dão um vislumbre do cotidiano do homem neolítico e da Idade do Bronze na Europa Alpina, bem como sua interação com o meio ambiente. Cinquenta e seis dos locais que compõem o local estão localizados na Suíça. Esses assentamentos humanos, que formam um conjunto único de restos arqueológicos excepcionalmente bem preservados e extraordinariamente ricos culturalmente, constituem uma das fontes mais importantes para o estudo das sociedades agrárias primitivas da região. (UNESCO/BPI) |                                                      |

| | O Trabalho Arquitetônico de Le Corbusier, uma Contribuição Impressionante para o Movimento Moderno |
| Bem cultural inscrito em 2016. | |
| Este bem é compartilhado com: Argentina, Alemanha, Bélgica, Áustria, França, Índia e Japão. | |
| Localização: Genebra / Vaud | |
| Espalhados por sete países, os 17 sítios que integram este bem do Patrimônio Mundial constituem um testemunho da invenção de um novo modo de expressão da arquitetura, em clara ruptura com formas anteriores. As obras arquitetônicas destes sítios foram realizadas por Le Corbusier ao longo de cinquenta anos de "busca paciente", segundo suas próprias palavas. O Complexo do Capitólio de Chandigarh (Índia), o Museu Nacional de Arte Ocidental de Tóquio (Japão), a Casa Curutchet (Argentina) e a Unidade de Habitação de Marselha (França), entre outras construções, testificam as soluções alcançadas no século XX pelo Movimento Moderno na intenção de renovar as técnicas arquitetônicas para satisfazer as necessidades da sociedade. Estas obras-primas do gênio humano também constituem um testemunho a internacionalização da arquitetura em escala global. (UNESCO/BPI)> | |

## Lista Indicativa
Em adição aos sítios inscritos na Lista do Patrimônio Mundial, os Estados-membros podem manter uma lista de sítios que pretendam nomear para a Lista de Patrimônio Mundial, sendo somente aceitas as candidaturas de locais que já constarem desta lista. Desde 2021, a Suíça apresenta 2 locais em sua Lista Indicativa.
| Sítio                                  | Imagem | Localização | Ano  | Dados UNESCO    | Descrição |
| -------------------------------------- | ------ | ----------- | ---- | --------------- | --- |
| Ponte de Salginatobel                  |        | Grisões     | 2017 | Cultural: i, iv | A ponte de concreto armado, com 132 metros (433 pés) de comprimento e 93 metros (305 pés) sobre o desfiladeiro de Salgina, foi projetada pelo engenheiro civil suíço Robert Maillart (1872-1949) e foi concluída em 1930. A ponte é proeminente devido ao uso inovador de novos materiais durante a construção e design elegante. |
| Florestas primárias e antigas de faias |        | Ticino      | 2018 | Natural: (ix)   | Esta extensão transfronteiriça do Patrimônio Mundial de grãos cárpatos primários e antigas florestas de Beedland da Alemanha (Alemanha, Eslováquia e Ucrânia) abrange 12 países. Desde o fim da última Era Glacial, as beterrabas europeias se espalharam de alguns refúgios isolados nos Alpes, nos Cárpatos, no Mediterrâneo e nos Pirenéus por um curto período de alguns milhares de anos em um processo que ainda perdura. Essa expansão bem sucedida está relacionada à flexibilidade das árvores e tolerância a diferentes condições climáticas, geográficas e físicas. |